# Misanthropic Division
La División Misántropa (en ucraniano: Мизантропик дивижн), también conocida como División Fénix desde 2016, es un grupo neo-nazi internacional con base en Ucrania que ha sido descrito como una organización paramilitar, o como movimiento.  Se originaron en 2014 para participar en las protestas del Euromaidán contra el gobierno de Víktor Yanukóvich, y algunos de sus miembros lucharon posteriormente junto al Batallón Azov y las Fuerzas Armadas de Ucrania en la región de Donbás contra las separatistas apoyados por Rusia. También se ha informado de la existencia de secciones del grupo en otros países. Según la investigadora Natalia Yudina, no es una organización centralizada, y no tiene ni una estructura rígida ni líderes permanentes.
Según el Proyecto de Mapeo de Militantes de la Universidad de Stanford, el grupo había renunciado a sus actividades militantes en 2021, pero seguía activo en las redes sociales. A partir de 2022, la situación del grupo no está clara, según The Intercept, que afirma que "es difícil saber hasta qué punto es real y hasta qué punto es considerable".

## Historia

### Euromaidán
El grupo se originó formalmente el 31 de octubre de 2014 en Kiev para participar en las protestas del Euromaidán bajo los auspicios de la Asamblea Social-Nacional, aunque ya había comenzado a organizarse en 2013. Mientras participaban en los disturbios del Euromaidán del 1 de diciembre de 2013 en la ciudad de Kiev, tomaron parte simultáneamente en conflictos en Járkiv y Odesa. Durante los disturbios en Járkiv de 2014, que derivaron en enfrentamientos armados, reivindicaron el asesinato de dos opositores prorrusos.  El Kyiv Post informó en 2015 de que la División Misántropa había sido creada como grupo informal por combatientes rusos al servicio de la unidad militar del Sector de Derecha.

### Guerra Ruso-Ucraniana
Tras el inicio de la guerra en el este de Ucrania, algunos miembros del grupo participaron en el bando ucraniano, teniendo el grupo vínculos con el Batallón Azov.  En octubre de 2016, personas que decían pertenecer al grupo reivindicaron el asesinato del líder separatista Batallón Sparta, Arsen Pavlov, en un vídeo difundido desde Donetsk Oblast. Sin embargo, la dirección del grupo negó su responsabilidad y acusó a un hombre llamado Dima Kravtsov, miembro de la Compañía Chernihiv, de falsificar el vídeo. 

#### 2022 Invasión rusa de Ucrania
Tras el inicio de la invasión rusa de Ucrania de 2022, la División Misántropa anunció en Telegram la búsqueda de voluntarios extranjeros para unirse a ellos "por la victoria y el Valhalla". The Intercept informó de que la Legión Internacional ucraniana lamentó en Facebook la baja en combate de un voluntario francés que parecía estar relacionado con la División Misántropa, que también fue lamentada por el canal de Telegram de la División Misántropa.  Al informar sobre esto The Intercept detalló una serie de incertidumbres sobre la naturaleza actual de la División Misántropa - incluyendo el alcance de su asociación con el regimiento Azov, su tamaño, y "cuán real es". El autor escribió: "Puede que la División Misántropa no sea una unidad del mundo real con un líder y una cadena de mando, sino más bien una retorcida camarilla militar que cualquiera puede reivindicar en Internet".

### Otras actividades

Bandera del movimiento División Misántropa, con su lema "Töten für Wotan" (Matar por Odín) y dos Totenköpfe.

El sitio de noticias ucraniano Zaxid afirmó en 2016 que la División Misántropa posee alrededor de 500-600 seguidores en Ucrania, de los cuales aproximadamente 1/3 participan activamente en los combates en Donbás.  El grupo también ha desarrollado ramas en otros países, como Alemania, República Checa, España, Portugal, Estados Unidos y Bielorrusia. 
Dentro de Ucrania, a partir de 2016 existen lazos con el Regimiento Azov, pero las relaciones con el Sector Derecho han decaído con el tiempo, ya que la división misántropa les acusa de "colaboracionismo judío". Prensa Euromaidán informa de que también les han criticado por aceptar a tártaros de Crimea, a los que declaran "elementos racialmente ajenos" a Ucrania.  Además, han mantenido estrechas conexiones con otras organizaciones de extrema derecha a nivel mundial, como el partido alemán El III camino, el italiano CasaPound y el británico National Action. 
Según el think tank ruso Centro SOVA, a principios de 2016 el grupo anunció su cese, pero más tarde, en agosto, anunció su reactivación. SOVA informó de que en 2017 había "varias organizaciones y células autónomas" detrás de la marca División Misántropa.
La División Misántropa fue clasificada por Rusia como grupo extremista en 2015, y en 2016 se informó de que un miembro del grupo había sido acusado en Rusia, y que se estaban realizando registros a otros miembros del grupo.
Han reivindicado la autoría de múltiples enfrentamientos con activistas LGBT en la ciudad de Lviv.
En octubre de 2019, se creó un nuevo partido político llamado "Sociedad para el Futuro" a partir del grupo S14. Según el cofundador este partido era un proyecto de varios grupos de Ucrania, entre ellos "Phoenix".

## Ideología
Según el Proyecto de Mapeo de Militantes de la Universidad de Stanford, la División Misántropa es una organización paramilitar neonazi nihilista con puntos de vista ideológicos similares a los del movimiento Azov. Según los líderes del grupo, el objetivo final del grupo es la independencia completa de Ucrania tanto de Rusia como de la Unión Europea.  El grupo publicó una declaración de 14 puntos en 2015, en la que afirmaba que sus objetivos eran ante todo la defensa de Ucrania en la Zona de Operaciones Antiterroristas y la defensa de la raza europea, así como la promoción del neo-paganismo y el rechazo de las creencias Abrahámicas.  Sin embargo, también han criticado a ciertos grupos y movimientos neopaganos por oponerse a toda violencia política.